# سبوغلينة أكوادورية
سبوغلينة أكوادورية (الاسم العلمي: Siboglinum ecuadoricum) هي نوع من الحيوانات تتبع جنس السبوغلينة من فصيلة سبوغلينات.